# Comuna Hoteaciv, Volodîmîr-Volînskîi
Hoteaciv (în ucraineană Хотячів) este o comună în raionul Volodîmîr-Volînskîi, regiunea Volînia, Ucraina, formată din satele Darnîțke, Hoteaciv (reședința) și Rusiv.

## Demografie
Componența lingvistică a satului Hoteaciv
     Ucraineană (98,97%)
     Alte limbi (1,04%)
Conform recensământului din 2001, majoritatea populației satului Hoteaciv era vorbitoare de ucraineană (98,97%), existând în minoritate și vorbitori de alte limbi.